# Pro Wrestling NOAH
Pro Wrestling NOAH ist eine japanische Wrestling-Organisation und wurde im Jahr 2000 von dem japanischen Wrestler Mitsuharu Misawa gegründet.

## Geschichte
Misawa war 2000 der Booker von All Japan Pro Wrestling, die vorher unter der Leitung von Giant Baba stand. All Japan wurde nach Babas Tod von dessen Witwe, Motoko Baba geleitet. Den damaligen Gerüchte zufolge wollte Misawa das häufig traditionalistische und altbackene Booking All Japans revolutionieren, wogegen sich Baba aussprach. Misawa, sein Co-Booker Mitsuo Momota und mit ganz wenigen Ausnahmen beinahe alle japanischen Wrestler und Office Mitglieder gingen daraufhin zum neuen Pro Wrestling NOAH Projekt.
Wrestler der Promotion sind demzufolge ehemalige All Japan Pro Wrestler wie Mitsuharu Misawa, Akira Taue, Kenta Kobashi, Yoshinari Ogawa oder Jun Akiyama sowie die nun inzwischen aufgestiegenen Ex-All Japan Wrestler Takeshi Morishima, Takeshi Rikio, Naomichi Marufuji, KENTA und vielen mehr. Aus dem NOAH Dojo stammen Wrestler wie Go Shiozaki und Takashi Sugiura.
NOAH bezieht sich auf die biblische Geschichte über Noah und seine Arche. Der Name wurde nicht zufällig gewählt, sondern soll auf einen Neubeginn im japanischen Wrestling hinweisen. Die Shows und Touren sind oft mit dem Titel „Navigation“ versehen, um auf die Arche anzuspielen.
Wie die Konkurrenz New Japan Pro-Wrestling (NJPW), All Japan Pro Wrestling etc. vergibt NOAH Titel in Einzel- und Tag-Teammatches, jeweils im Schwergewicht wie auch im Juniorschwergewicht. Die Titel werden Global Honored Crown (GHC) genannt. Auch wenn sie aufgrund der Geschichte und der finanziellen Ressourcen von NJPW nicht als größte Organisation in Japan angesehen wird, galt NOAH 2005 und 2006 als „wahrer Marktführer“ als einzig große japanische Organisation, die schwarze Zahlen schreibt.
Der bekannte Wrestlingjournalist Dave Meltzer vom Pro Wrestling Observer bewertete NOAH vor einigen Jahren als stärkste aller Wrestlingorganisationen weltweit. So wurden zum Beispiel die Matches Mitsuharu Misawa gegen Kenta Kobashi vom 1. März 2003 und Kenta Kobashi gegen Jun Akiyama vom 10. Juli 2004 mit fünf Sternen bewertet, dies gilt als höchste Bewertung im Wrestling. Gerade die Tokyo Dome Shows 2004 und 2005 haben durch ihre hohe Qualität und legendäre Matches wie Akiyama/Kobashi und Sasaki/Kobashi weltweite Aufmerksamkeit auf NOAH gezogen.
NOAH arbeitet eng mit den amerikanischen Ligen Ring of Honor und World League Wrestling zusammen. Durch Kooperationen mit europäischen Promotions wie Westside Xtreme Wrestling (Deutschland), der International Catch Wrestling Alliance (Frankreich) und IPW-UK (England) sind auch jedes Jahr viele NOAH Stars in Europa, so waren unter anderem Misawa, Kobashi, Marufuji, Minoru Suzuki und Akiyama schon in deutschen Wrestlingringen. Im Gegenzug waren auch schon europäische Wrestler wie Ares, Zack Sabre Jr. und Murat Bosporus in Japan.
Im Frühjahr 2006 gründete NOAH außerdem eine zweite (Mini-)Promotion namens Pro Wrestling SEM, eine weitere Anspielung auf die biblische Geschichte von Noah, dessen ältester Sohn Sem hieß. Dort treten ausschließlich die jüngeren Wrestler NOAHs auf.
Misawa, der die Geschäfte von NOAH führte, verstarb am 13. Juni 2009 in Hiroshima nach einem Match an einem Kreislaufstillstand. Seitdem führt Akira Taue die Geschäfte, wo er von Kenta Kobashi, Go Shiozaki, Jun Akiyama und Naomichi Marufuji unterstützt wird.

## Aktuelle Titelträger
| Championship(s)                              | Amtierende(r) Champion             | Datum des Titelgewinns |
| -------------------------------------------- | ---------------------------------- | ---------------------- |
| GHC Heavyweight Championship                 | Kaito Kiyomiya                     | 25. September 2022     |
| GHC National Championship                    | Hijo del Dr. Wagner Jr.            | 10. November 2022      |
| GHC Junior Heavyweight Tag Team Championship | Yoshinari Ogawa and Eita           | 1. Januar 2023         |
| GHC Junior Heavyweight Championship          | Amakusa                            | 23. Dezember 2022      |
| GHC Tag Team Championship                    | Takashi Sugiura and Satoshi Kojima | 25. September 2022     |